# Stazione di Tor Sapienza
La stazione di Tor Sapienza è una delle stazioni ferroviarie di Roma, situata nell'omonima zona capitolina.

## Dintorni
La stazione è stata realizzata all'interno della galleria artificiale nella trincea della ferrovia Roma-Sulmona-Pescara, raddoppiata fino a Lunghezza e affiancata dalla linea TAV per Napoli.
L'attuale stazione sostituisce quella originaria (situata in posizione più scomoda), di cui oggi non rimane traccia poiché il fabbricato è stato demolito nel 2005.
La stazione dispone di entrate da Via di Tor Cervara, Via degli Armenti e Via Alberto Pasini.
A 900 metri dalla stazione si trova il Parco della cervelletta con la sua chiesa

## Orari
Dal 9 dicembre 2007, nei giorni lavorativi, c'è un treno ogni 30 minuti tra Roma Tiburtina e Lunghezza, ed un treno ogni ora per Guidonia Montecelio e Tivoli; nelle ore di punta mattutine c'è un treno ogni 10/15 minuti in direzione di Roma Tiburtina. Vi fermano inoltre anche treni regionali da/per Avezzano.

## Interscambi
- Fermata autobus ATAC

## Galleria d'immagini

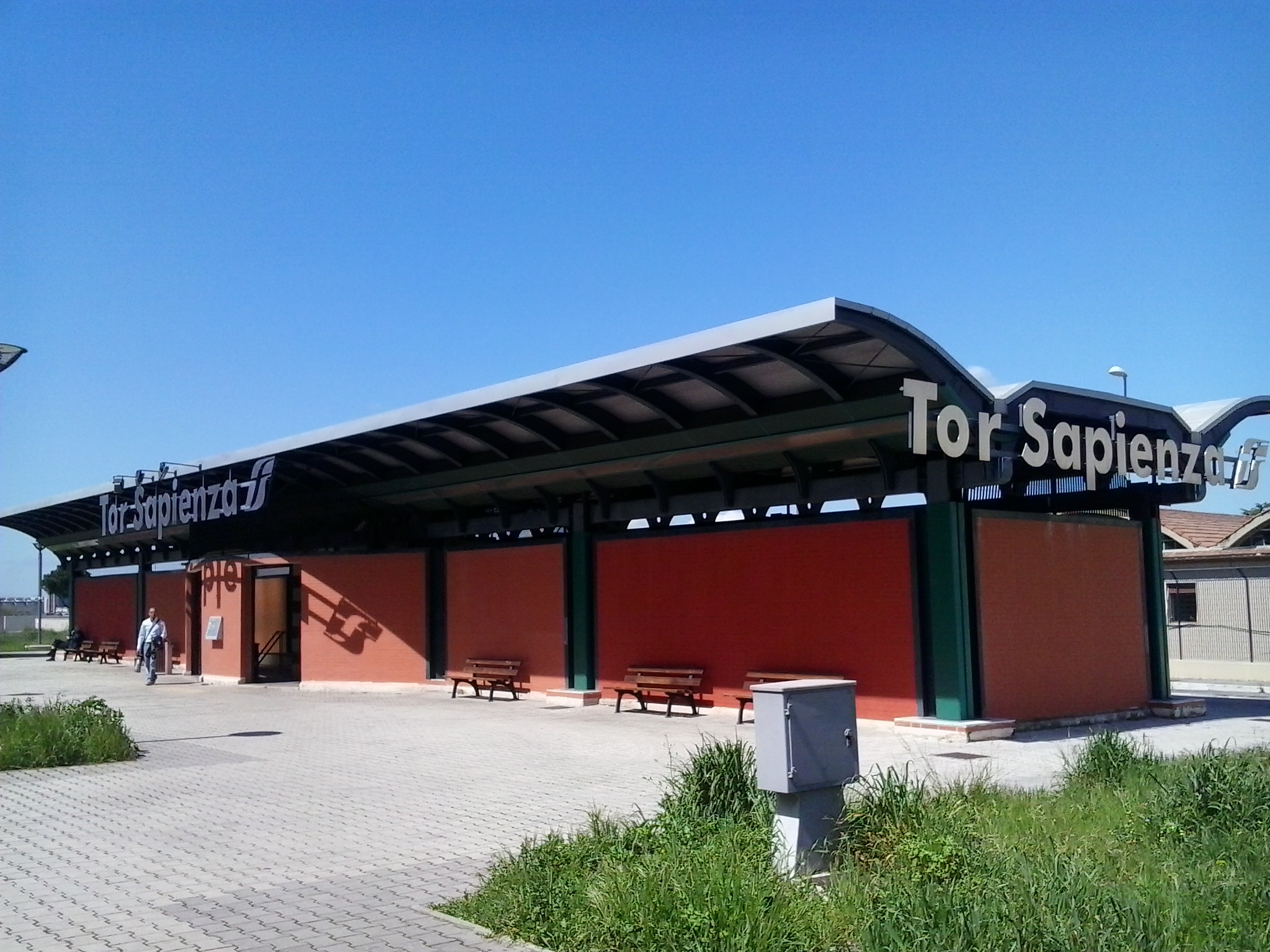
Edificio esterno
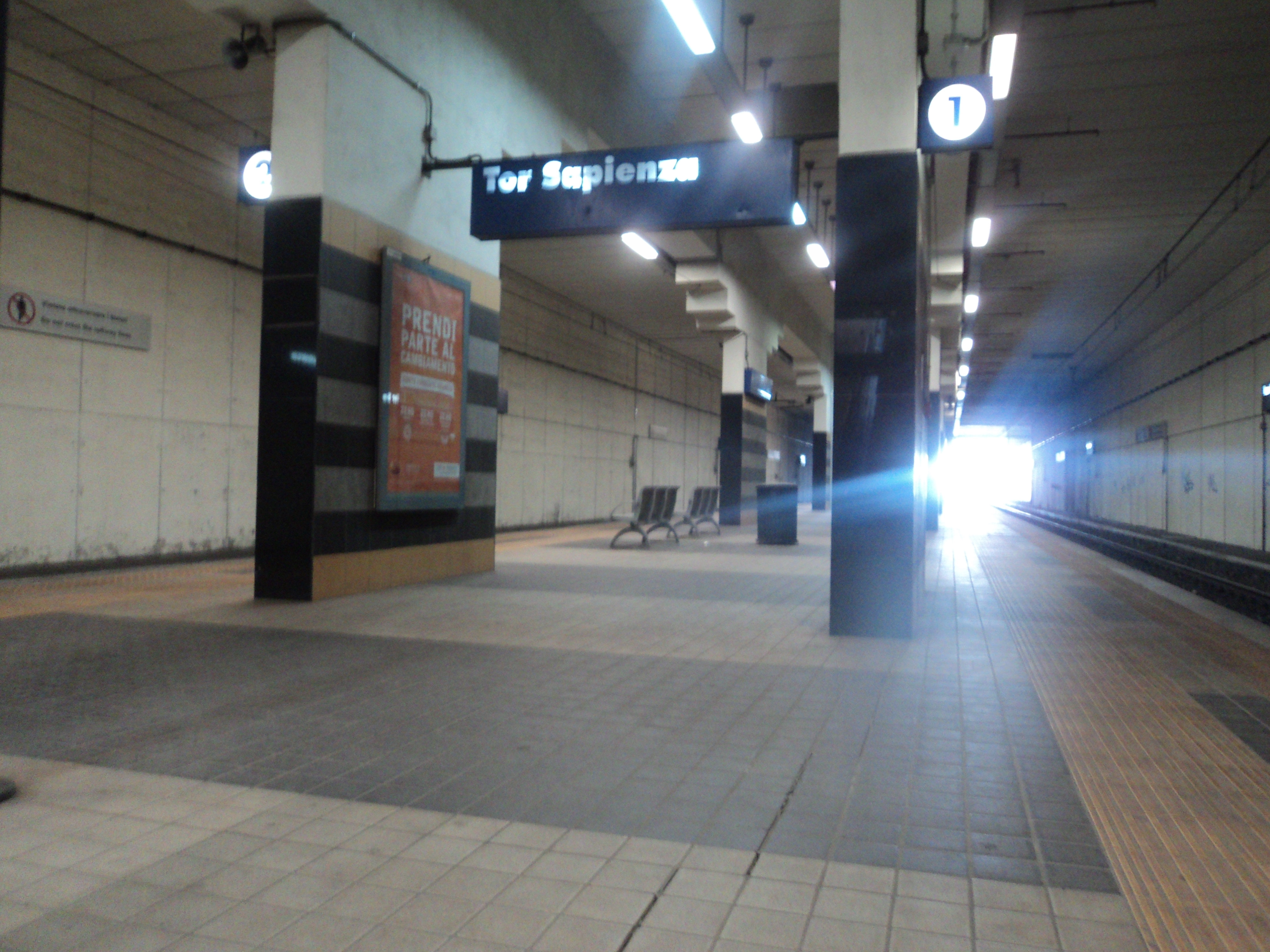
La banchina "a isola"